# 64 هـ
64 هـ هي سنة في التقويم الهجري امتدت مقابلةً في التقويم الميلادي بين سنتي 683 و684.

## أحداث
- بيعة مروان بن الحكم
- فك الحصار عن عبد الله بن الزبير
- حصار الكعبة
- خروج نافع بن الأزرق

## مواليد
- المسور بن عباد التميمي
- عبد الرحمن بن زياد بن أنعم

## وفيات
- أبو المهاجر دينار
- الضحاك بن قيس الفهري
- مصعب بن عبد الرحمن بن عوف
- الضحاك بن قيس
- المسور بن مخرمة
- يزيد بن معاوية
- أم البنين
- معاوية بن يزيد